# Головко Дмитро Богданович
Дмитро Богданович Головко (нар. 27 червня 1936, місто Київ) — український радянський діяч, секретар Київського міськкому КПУ, радіофізик, ректор Київського технологічного інституту легкої промисловості. Кандидат технічних наук (1971), професор (1992). Дійсний член Московської міжнародної академії педагогіки і соціології. Голова Ради засновників Української технологічної академії (УТА). Академік УТА (відділення «Сертифікація технологій, виробів і матеріалів») (з 1992 року). Чоловік Л. Н. Головко.

## Біографія
У 1958 році закінчив Київський державний університет імені Тараса Шевченка, радіофізик.
З 1958 по 1970 рік працював на підприємствах військово-промислового комплексу в Києві та в Київському науково-дослідному інституті радіоелектроніки. Член КПРС.
У 1970—1974 роках — на партійній і радянській роботі в Києві. До лютого 1974 року — голова виконавчого комітету Московської районної ради депутатів трудящих міста Києва.
У лютому 1974 — січні 1986 року — секретар Київського міського комітету КПУ.
У 1986—2003 роках — ректор Київського технологічного інституту легкої промисловості. Голова оргкомітету Міжнародної науково-практичної конференції «Сучасні інформаційні та енергозберігаючі технології життєзабезпечення людини».
З 2003 року — радник ректора та професор кафедри фізики Київського технологічного інституту легкої промисловості (тепер Київського університету технологій та дизайну).

## Наукова діяльність
Очолював наукові теми з розробки принципово нових твердотілих електролюмінесцентних джерел світла на базі спеціально виготовлених широкозонних матеріалів, а також створення теоретичних основ системи метрологічної сертифікації науково-технічної продукції. Досліджував питання автоматизації управління виробництвом, сертифікації та стандартизації. Автор 5 монографій, навчальних посібників і 12 авторських свідоцтв і патентів на винаходи. Має державні нагороди.

### Основні праці
- Загальні основи фізики: підручник. 1998.
- Високоточні вимірювання багатофункціональними термосенсорами. 2000
- Основи метрології та вимірювань. 2001
- Модуляційні вимірювачі електричних та неелектричних величин. 2001
- Частотно-дисперсійні аналізатори складу речовин. 2002

## Нагороди
- орден «За заслуги» ІІІ ступеня (1996)
- два ордени Трудового Червоного Прапора
- орден «Знак Пошани»
- медалі
- заслужений працівник народної освіти України